# Boynton Beach
Boynton Beach est une ville du comté de Palm Beach, en Floride, aux États-Unis. Elle comptait 80 139 habitants en 2020. Cette station balnéaire accueille une clientèle très aisée.

## Personnalités liées à Boynton Beach
- Chad King du groupe A Great Big World, chanteur, musicien.
- Danielle Bregoli, rappeuse, personnalité des media sociaux
- Marlon Byrd, ancien joueur de champ extérieur de la Ligue majeure de baseball
- Joél Filsaime, rappeuse, auteur américain d'origine haïtienne
- Lamar Jackson, joueur professionnel de football américain évoluant au poste de quarterback.
- Mark Worrell, lanceur de relève droitier des Ligues majeures de baseball
- Titus O'Neil, lutteur professionnel.

## Notes et références

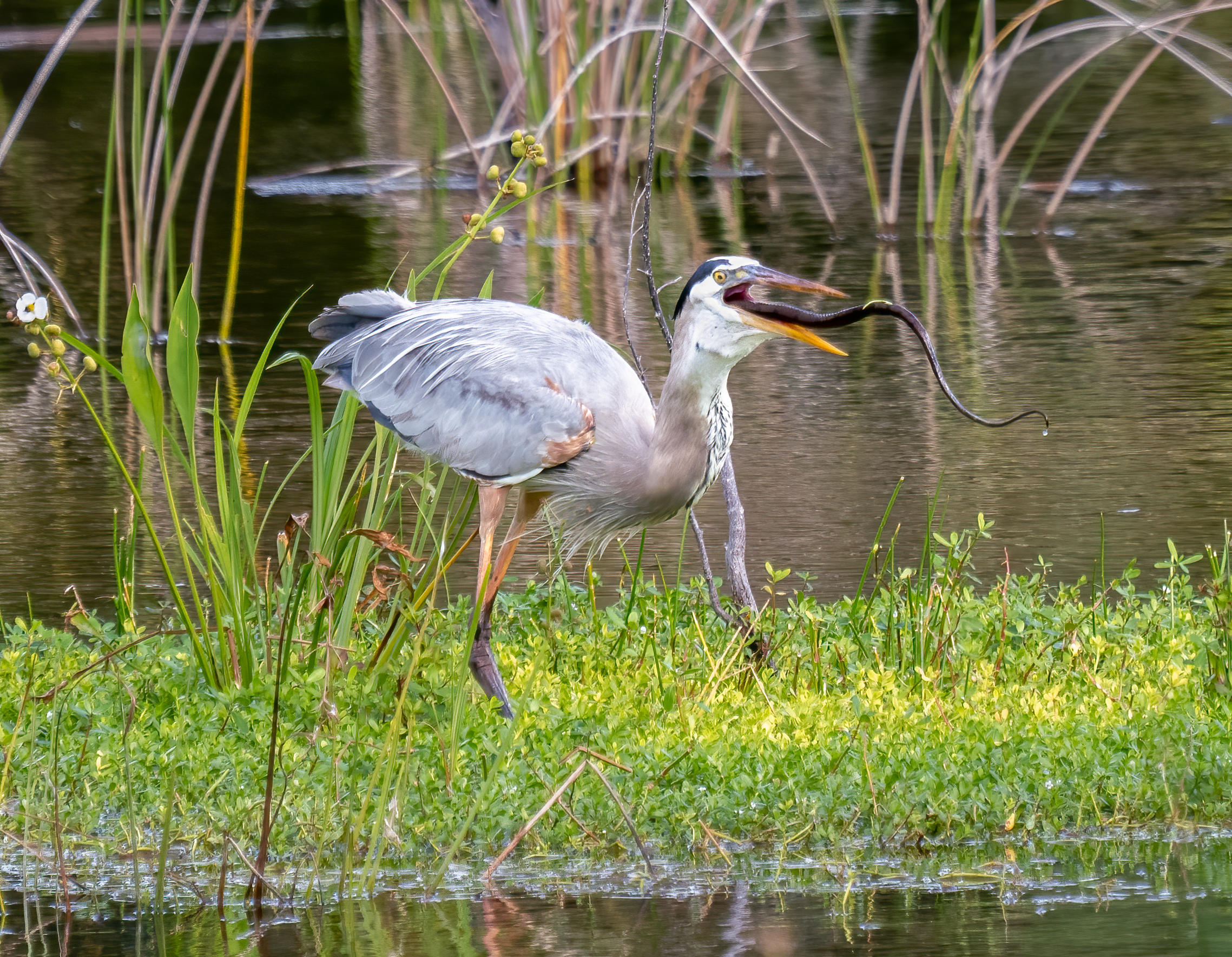
Unn grand Héron se délectant d'un serpent à Boynton Beach dans la réserve naturelle de Green Cay Wetlands. Décembre 2022.

## Démographie
| 1930  | 1940  | 1950  | 1960   | 1970   | 1980   |
| ----- | ----- | ----- | ------ | ------ | ------ |
| 1 053 | 1 326 | 2 542 | 10 467 | 18 115 | 35 624 |

| 1990   | 2000   | 2010   | - | - | - |
| ------ | ------ | ------ | - | - | - |
| 46 194 | 60 389 | 68 217 | - | - | - |

## Source
- (en) Cet article est partiellement ou en totalité issu de l’article de Wikipédia en anglais intitulé « Boynton Beach, Florida » (voir la liste des auteurs).